# Renault 12F
Vous lisez un « bon article » labellisé en 2025.
Pour les articles homonymes, voir 12F.
Ne doit pas être confondu avec Renault 12 ou Renault 12CV.
Le Renault 12F est une famille de moteurs d'avion conçus par Renault. Ils sont largement utilisés pendant la Première Guerre mondiale et les années 1920.
Il s'agit de moteurs V12 de 22 litres de cylindrée, avec un angle d'ouverture de 50 degrés et refroidis par eau. La série 12F est développée à partir des moteurs Renault 8G, les deux séries partageant le même alésage et la même course. Les moteurs de la série 12F sont construits dans les usines Renault en France, au Royaume-Uni et en Russie.
Renault désigne les premiers moteurs de la série par leur puissance nominale de 220 ch (160 kW), et ils sont donc également connus sous le nom de Renault 220 CV (ou HP). Les moteurs sont progressivement améliorés avec l'introduction de pistons en aluminium permettant d'augmenter la puissance et de réduire le poids. Ces améliorations progressives conduisent finalement au développement d'une variante de 300 ch (220 kW) qui est nommée 12Fe par le Service technique de l'aéronautique (STAe) tout en étant connue et commercialisée sous le nom de Renault 300 CV (ou HP). Il s'agit de la principale variante de production et elle représente la grande majorité des moteurs construits dans la série. Les 12Fe équiperont de nombreux avions militaires, dont principalement les Breguet 14.
Environ 7 000 exemplaires du Renault 12F sont construits, les derniers sortant des lignes de production au milieu des années 1920. Ces moteurs fiables permettront de battre de nombreux records en aviation (durée, distance, altitude).

## Prémices du moteur
La société française Renault, impliquée dès 1898 dans la construction automobile, commence à développer des moteurs d'avion dès 1907. Les premiers moteurs sont des quatre cylindres en ligne refroidis par eau et développant 38,5 ch à 1 100 tpm avec une cylindrée d'environ 6 litres. Ceux-ci évoluent et dès 1908, Renault sort un moteur V8 développant 45 ch à 1 600 tpm,,. Ce moteur est présenté au Grand Palais à Paris lors du Salon de l'automobile. Les versions à refroidissement par air équipent les avions tandis que les versions refroidies par eau, plus lourdes, équipent des dirigeables Astra.
Les évolutions continuent et les ingénieurs de Renault augmentent progressivement la puissance de leurs moteurs. Farman est le premier constructeur aéronautique à monter de série les moteurs Renault, dès 1909. Le V8 refroidi par air permet à Maurice Tabuteau de gagner la Coupe Michelin Internationale en 1910 et à Eugène Renaux de gagner le Prix Michelin d'aviation l'année suivante,. Avec le V8, de nombreux aviateurs battent de nombreux records en vol (durée, distance, altitude).
En 1910 et 1911, Renault propose à la vente dix moteurs différents, de 25  à   130 ch, favorisé en cela notamment par les nombreuses commandes militaires. En 1912, la société présente le premier moteur V12 de l'histoire de l'aviation, le Renault 12A (en). Ce moteur ouvert à 50 ° développe 90 ch et est refroidi par air, et offre un encombrement égal au V8 précédent tout en ayant une puissance supplémentaire de 20 ch. Ce V12 continue d'évoluer et offre une excellente fiabilité. En 1915, le moteur atteint jusqu'à 160 ch. La configuration V12 présente un avantage majeur en terme d'équilibrage. Un V12 peut se concevoir comme l'assemblage de deux moteur six cylindres en ligne. Le moteur six en ligne est parfaitement équilibré, car les vibrations créées par le mouvement d'aller-retour des pistons se compensent exactement. Le V12 hérite de cette qualité, tout en étant moins long à cylindrée égale. C'est pour cette raison qu'au cours des trente années suivantes, le moteur V12 a été en tête de la course à la puissance (pour les moteurs refroidis par eau), quand d'autres configurations comme le V8 ont été abandonnées.

## Un V12 pour les avions de la Première Guerre mondiale

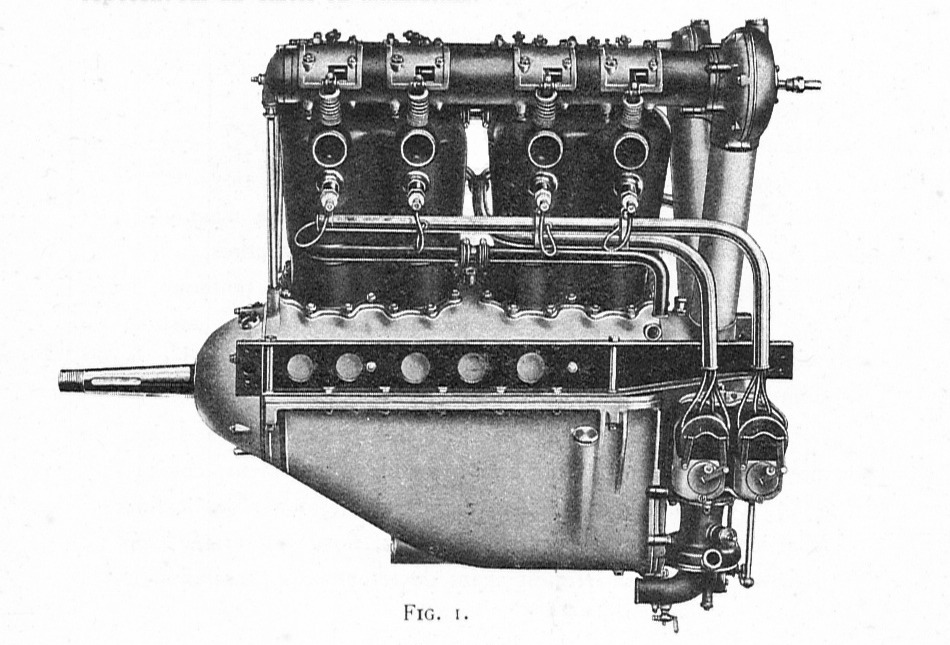
Moteur V8 de la série 8G développant 190 ch.

La Première Guerre mondiale met à mal les usines Renault de Boulogne-Billancourt et le groupe déménage sa section moteur à Lyon chez Rochet-Schneider. Néanmoins, Renault continue les avancées. En effet, dès 1914, la société commence à proposer ses premiers moteurs d'avion V8 refroidis par eau pour les plus lourds que l'air. La série est connue sous le nom 8G,. Ce moteur est homologué en 1915 à 150 ch pour une masse de 280 kg.
L'année suivante, les ingénieurs de Renault améliorent les moteurs de la série et, à la demande de l'état-major français, proposent en seulement trois mois deux moteurs V12, le type 12 E et le type F. Pour cela, ils ajoutent quatre cylindres supplémentaires aux moteurs de la série 8G, tout en conservant le même alésage, la même course des cylindres et le même angle d'ouverture.

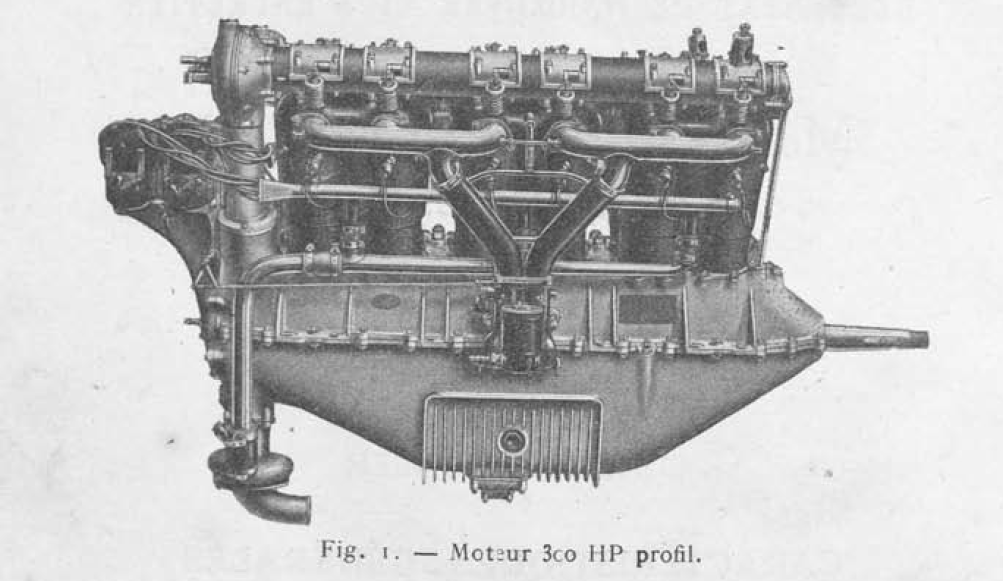
Renault 12Fe développant 300 ch.

Le type F est choisi car les ingénieurs estiment pouvoir augmenter sa puissance jusqu'à 300 ch. Fin 1915, le 12Fa, premier modèle de la série, développe 220 ch et utilise des pistons en fonte. Les modèles suivants sont progressivement améliorés avec l'introduction de pistons en aluminium, ce qui amène effectivement la puissance à 300 ch. Les bielles sont allégées, ce qui permet d'augmenter la vitesse de rotation et d'augmenter la compression volumétrique. Avec le 12Fa apparaît le double allumage (deux bougies d'allumage par cylindre), améliorant le rendement.
En 1917, le Service technique de l'aéronautique (STAe) (fondé en 1916) homologue le modèle 12Fe avec une puissance nominale de 300 ch (224 kW), portée plus tard à 320 ch (239 kW),. Le 12Fe devient le moteur standard du Breguet 14 et représente la grande majorité des moteurs construits dans cette série,. Les autres moteurs produits équipent principalement des bombardiers.

## Caractéristiques principales de la version 300 ch (ou 12Fe)

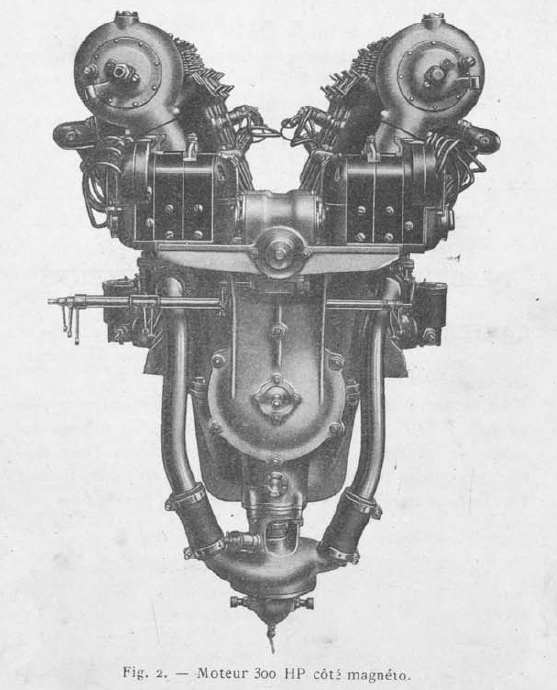
Vue du moteur côté magnéto. L'ouverture de 50 degrés entre les cylindres est visible. L'arbre de distribution se trouve sous les cylindres. Les deux arbres de distribution sont visibles au sommet des cylindres.

Les moteurs de la série 12F sont des moteurs V12 avec un angle d'ouverture de 50 degrés entre les deux rangées de cylindres, chaque rangée de cylindres étant dotée d'un seul arbre à cames en tête,. Les cylindres, en acier forgé, ont un alésage de 125 mm et une course de 150 mm. Ils sont construits par paires et l'eau circule, dans des chemises soudées, à l'aide d'une pompe centrifuge à roue unique et à double sortie,,. La cylindrée totale est de 22,08 L et la compression volumétrique est de cinq.
Initialement, trois types de carburateurs sont utilisés, un type Claudel et deux types Zénith (48 D.C. et 55 D.I.). C'est finalement le troisième modèle qui est utilisé en production. Deux carburateurs sont placés de part et d'autre du carter en aluminium,. Ils sont automatiques et s'adaptent à tous les régimes et altitudes. Chaque cylindre utilise deux soupapes, qui sont renversées, c'est-à-dire placées dans les fonds des cylindres. Elles sont inclinées l'une par rapport à l'autre de 28 degrés. Le moteur utilise le chevauchement des soupapes pour améliorer le balayage des cylindres. L'admission se ferme avec un retard de 6 degrés tandis que l'échappement se ferme avec un retard de 19 degrés, ce qui donne un chevauchement de 13 degrés. Les pistons sont en aluminium et de forme tronconique. Les bielles, allégées, ont un profil en forme de double T ou H. Elles ont une longueur de 300 mm, ce qui donne un rapport de 1 à 4 par rapport au rayon du vilebrequin. Chacun des arbres de distribution est lié à un arbre intermédiaire incliné selon le même axe que les rangées de cylindre par un arbre de renvoi vertical. Les trois arbres se trouvent du côté opposé à l'hélice et sont actionnés par une roue dentée qui est contrôlée par l'arbre moteur. Le vilebrequin, en acier estampé, possède six manetons à 120 degrés. Il est monté sur quatre paliers lisses avec des bielles maître-esclave permettant aux cylindres correspondants de chaque rangée d'être disposés directement l'un en face de l'autre,. Il se termine par un emmanchement conique pour recevoir le moyeu d'hélice. Tous les moteurs de la série sont équipés de systèmes d'allumage redondants, deux bougies d'allumage par cylindre et quatre magnétos (deux par rangée de cylindres),. Le carter inférieur forme un réservoir d'huile et renferme une pompe à engrenages pour la circulation d'huile de graissage et la compensation des pertes d'huile. Le refroidissement s'effectue grâce à une pompe centrifuge à double refoulement, alimentant les trois enveloppes d'une rangée de six cylindres. L'eau est ensuite redirigée vers un radiateur où elle est refroidie avant d'être aspirée à nouveau.

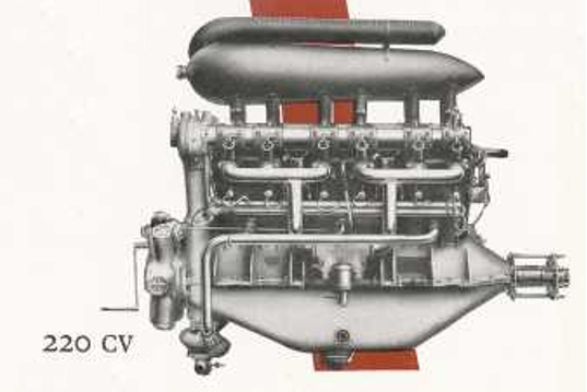
Image de brochure d'une première variante du 12F avec un démarreur radial.

Les premiers moteurs 12F sont souvent fournis avec un démarreur pneumatique radial de six cylindres en aluminium monté à l'arrière du moteur. Le moteur pneumatique permet de redémarrer le moteur en plein vol ou au sol sans l'aide de l'équipe au sol. Le moteur de démarrage est alimenté par un réservoir pressurisé contenant suffisamment d'air pour dix démarrages. Ce dispositif n'est pas inclus dans les modèles ultérieurs,. La mise en marche se fait alors par l'hélice.
Le régime nominal est de 1 600 tpm et la puissance obtenue est de 320 ch. Le poids total du moteur, sans eau, ni huile, ni silencieux, ni moyeu d'hélice, est de 360 kg. Le poids de l'hélice est de 20 kg, auquel il faut ajouter 13 kg pour le silencieux. Le radiateur et les tuyauteries pèsent 44 kg tandis que circulent 60 kg d'eau dans le moteur.
La consommation, avec une essence de densité 0,720, est de 80 kg par heure, soit 111 litres. Le moteur consomme 8,3 L d'huile (huile de densité 0,960). Le moteur a les dimensions suivantes : 1,817 × 0,8 × 1,136 m.
La maintenance doit être réalisée toutes les 50 h de marche par un ouvrier qualifié. La pompe à huile est démontée et nettoyée après 20 h de vol.

## Production
En France, la production des moteurs a lieu dans les usines parisiennes de Renault situées à Boulogne-Billancourt et à Vélizy-Villacoublay. Outre la production propre de Renault, certains moteurs sont fabriqués sous licence par d'autres constructeurs français, notamment Bellanger et Darracq. Les usines déménagent à Lyon chez Rochet-Schneider durant la guerre. Les moteurs de la série 12F sont exportés aux États-Unis et produits au Royaume-Uni. Fin 1917, Renault est devenu le plus grand manufacturier de moteurs d'avion dans le monde, devant Hispano-Suiza et Gnome & Rhône.
Au Royaume-Uni, les moteurs Renault 12Fe sont construits sous licence par la filiale britannique de Renault (Renault Limited) à West Brompton et par Wolseley Motors. Ils équipent notamment l'Airco DH.4, le Royal Aircraft Factory R.E.7 et le Short Type 184.
En Russie, les moteurs Renault 12F sont assemblés à partir de pièces importées par la Société russe Renault à Petrograd, Au total, 98 moteurs sont assemblés entre juillet 1916 et septembre 1917. Tous les moteurs assemblés sont les premiers modèles 12F avec des pistons en fonte. En 1921, le 12F est rebaptisé M-3 dans le cadre d'un nouveau système de numérotation soviétique qui comprend le M-1 (RBVZ-6) et le M-2 (Le Rhône 9J).

## Successeur
Après la Première Guerre mondiale, le Renault 12F continue d'équiper divers avions dont les Farman F.60, avion des lignes Farman. Des Breguet 14 sont utilisés par les lignes aériennes Latécoère et au final, de nombreux Renault 12F équipent les avions des compagnies aériennes françaises. Les moteurs démontrent leur robustesse en permettant d'établir divers records.
Toutefois, à partir des années 1920, Renault développe de nouveaux moteurs V12 de 450 ch (série 12H, 12J, 12K),. L'alésage est différent et l'angle d'ouverture passe à 60°. Ils équipent par exemple le Breguet 19. La crise de 1929 stoppe néanmoins la recherche de puissance et Renault, en butte à la fois à des défis techniques et à la concurrence d'Hispano-Suiza et Gnome & Rhône, diversifie sa gamme, revenant à de plus petits moteurs, comme des quatre ou six cylindres tout en développant certains gros moteurs avec plus ou moins de succès.

## Description des organes du moteur
Le tableau suivant reprend les caractéristiques du moteur. Les données sont issues d'Angle et de Renault. Il s'agit des caractéristiques d'un moteur 12Fe atmosphérique.
| Caractéristiques générales           | Caractéristiques générales |
| ------------------------------------ | --- |
| Type                                 | Moteur à pistons V12 refroidi à l'eau à 50 degrés |
| Alésage                              | 125 mm |
| Course                               | 150 mm |
| Cylindrée                            | 22,08 L |
| Longueur                             | 1,817 m |
| Largeur                              | 0,8 m |
| Hauteur                              | 1,136 m |
| Poids à sec                          | 360 kg (moteur seul). 437 kg avec hélice, échappement et radiateur                                                                                      |
| Composants                           | |
| Soupape                              | Simple arbre à cames en tête. Deux soupapes par cylindre. Le cas échéant, le pignon de synchronisation est fixé à l'extrémité de l'arbre à cames droit. |
| Alimentation                         | Deux carburateurs Zenith. Chauffés par l'eau de la chemise.                                                                                             |
| Type de carburant                    | Essence |
| Système d'huile                      | Carter humide avec deux pompes à engrenages. Une pompe fait circuler l'huile. L'autre pompe transfère l'huile du réservoir au carter.                   |
| Lubrifiant                           | Huile de ricin |
| Système de refroidissement           | Refroidi à l'eau (60 kg d'eau de refroidissement). Une seule pompe centrifuge à roue.                                                                   |
| Réducteur                            | Aucun, entrainement direct. |
| Rotation                             | Sens inverse des aiguilles d'une montre lorsque l'on regarde le moyeu de l'hélice.                                                                      |
| Performances                         | |
| Puissance                            | 327 ch (244 kW) à 1 600 tpm |
| Taux de compression                  | 5:1 |
| Consommation carburant               | 111 L/h |
| Consommation spécifique de carburant | 0,349 kg/KWh |
| Consommation d'huile                 | 8 L/h |
| Rapport puissance/poids              | 0,623 kW/kg |

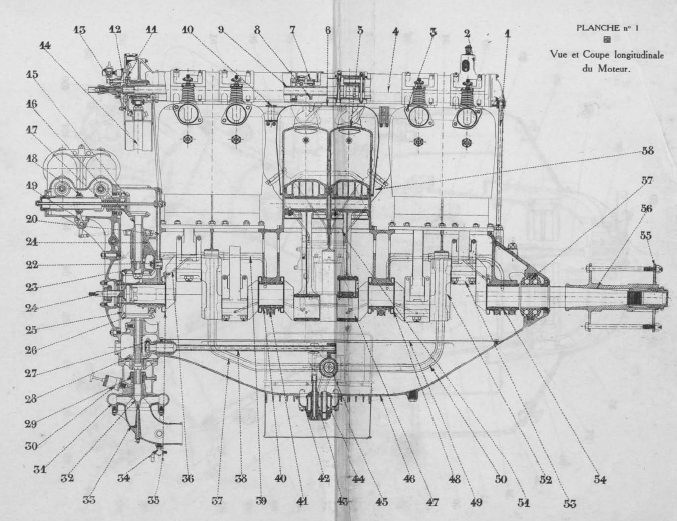
Vue et coupe longitudinale du moteur.
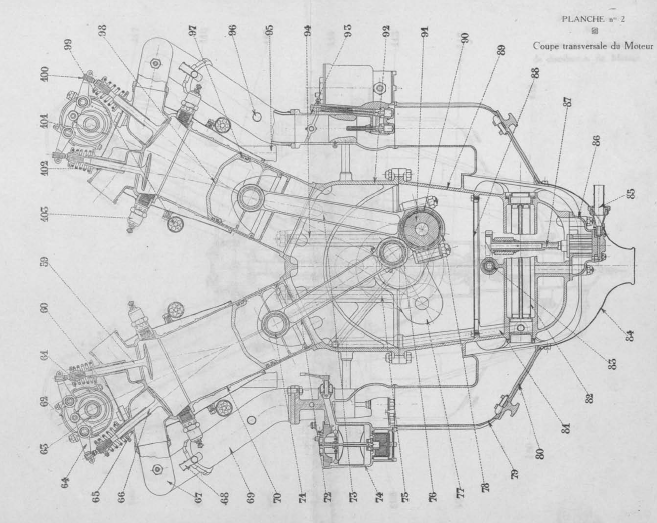
Coupe transversale du moteur.
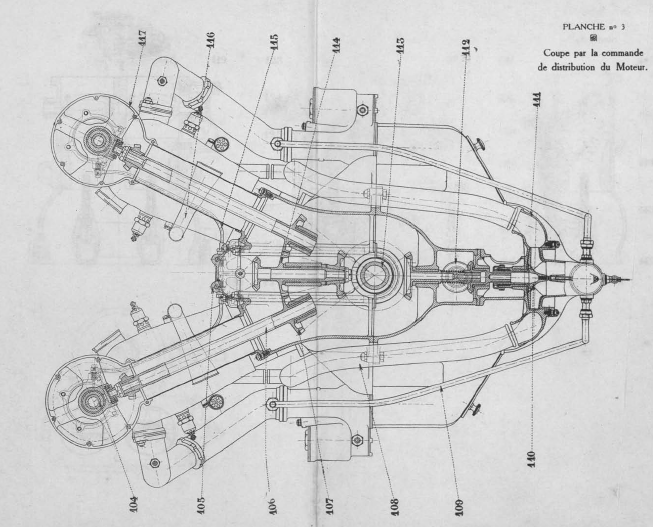
Coupe par la commande de distribution du moteur.

### Carter

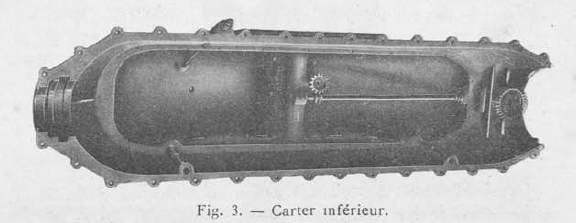
Carter inférieur en aluminium.

Le carter du moteur est en alliage d'aluminium. Il est composé de deux pièces, le carter supérieur et l'inférieur, qui s'assemblent au niveau de l'axe de rotation de l'arbre du moteur. Les embases des cylindres se fixent sur le carter supérieur et celui-ci renferme les quatre paliers de la ligne d'arbre. Au fond du carter inférieur se trouvent la pompe de graissage et l'huile fraîche. Une toile métallique vient récupérer et filtrer l'huile. Une crépine est prévue au départ du circuit d'huile.

### Cylindres
Les cylindres sont en acier, pris dans la masse et usinés séparément. Les soupapes se trouvent au fond. Les pipes d'admission et d'échappement sont soudées à l'autogène. Les pipes d'admission sont à l'extérieur et les pipes d'échappement à l'intérieur des cylindres. La tuyauterie d'admission est en cuivre rouge.
Les cylindres sont répartis en six groupes de deux, chacun de ceux-ci étant renfermé dans une chemise en tôle d'acier soudée. L'eau de refroidissement circule dans cette enveloppe en entrant par une tubulure latérale et en ressortant par la partie supérieure.

### Pistons

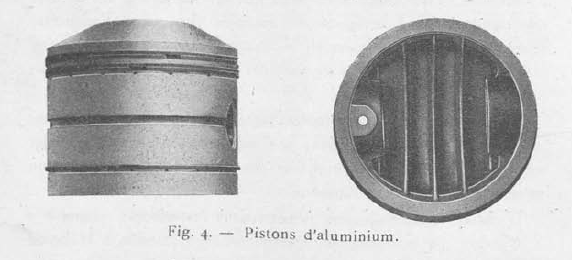
Piston en aluminium.

Le 12Fe est monté avec des pistons en alliage d'aluminium. Le fond de la calotte est renforcé par des nervures. Celles-ci permettent également un léger refroidissement par surface. La partie supérieure possède deux gorges avec deux segments pour l'étanchéité. Une troisième gorge renferme un segment pour le guidage du piston dans le cylindre. Une quatrième gorge permet le graissage de l'ensemble piston/cylindre.

### Bielles

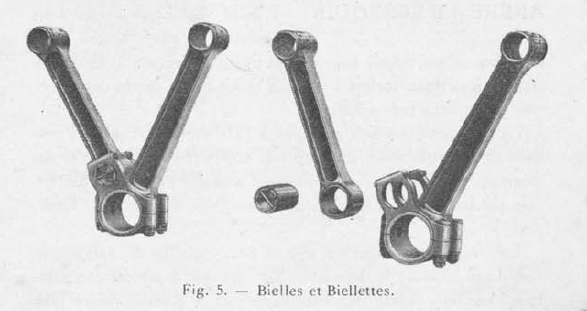
Bielles et biellettes.

Les pistons de deux cylindres partagent le même maneton du vilebrequin via une bielle et une biellette articulée sur la tête de la bielle principale. Ces dernières sont en acier spécial estampé. La biellette se loge dans une chape de la bielle principale et celle-ci est garnie d'un coussinet en bronze phosphoreux recouvert de métal antifriction. Elle est articulée sur son axe.
Pour bien équilibrer le moteur, les deux pistons de chaque groupe de cylindres sont montés de manière que l'un soit associé à une bielle et l'autre à une biellette. Ainsi, chaque rangée de cylindres est équipée de deux bielles et de deux biellettes.

### Vilebrequin

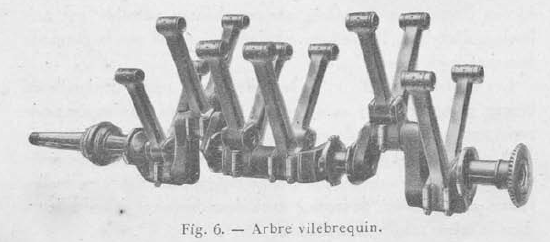
Arbre du villebrequin.

L'arbre de vilebrequin est en acier estampé et traité à très haute résistance. Les manetons et les deux bras principaux sont forgés. Les six manetons sont positionnés à 120 ° avec deux portées centrales, une portée avant et une portée arrière. Les trous d'allégement de l'arbre permettent la circulation de l'huile pour le graissage.
L'avant, qui reçoit le moyeu d'hélice, est conique et possède une clavette parallèle à l'axe du cône pour entraîner ce dernier. L'autre côté entraîne le pignon des commandes (distribution, pompes, allumage).

### Distribution

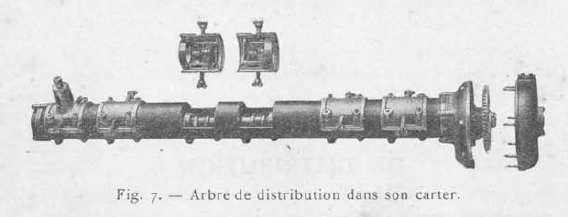
Arbre de distribution.

Deux arbres inclinés à 50 ° le long de l'axe des cylindres actionnent les arbres à cames. Ils reçoivent leur mouvement de l'arbre de renvoi vertical commandé par le vilebrequin. L'autre extrémité possède un pignon claveté qui attaque la roue de la commande de l'arbre de distribution. Les deux arbres sont entourés d'un tube joignant le carter principal au carter de roue de distribution.
Deux arbres à cames placés au sommet de chaque rangée de six cylindres assurent la distribution. Une roue dentée conique récupère le mouvement transmis par les arbres inclinés. Chaque arbre est protégé par un carter tubulaire en aluminium où sont logées six ouvertures pour les supports de culbuteurs. Ces derniers actionnent les soupapes et une vis permet de régler leurs ouvertures.

### Refroidissement

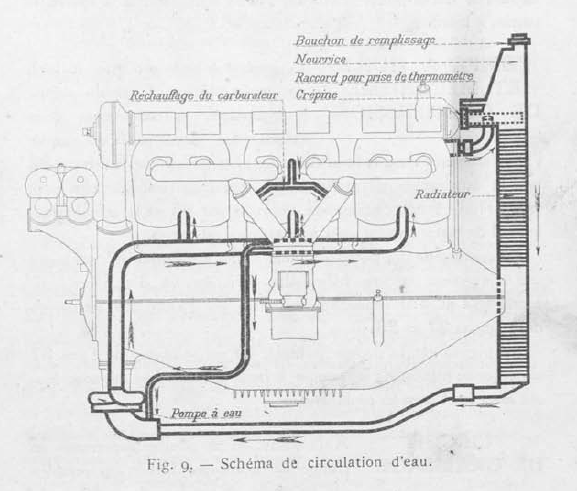
Schéma de la circulation de l'eau.

Les cylindres sont refroidis par de l'eau. Une chemise en acier mince entoure les cylindres et permet la circulation de l'eau. Cette dernière est assurée par une pompe centrifuge verticale avec deux refoulements. Chacun alimente une rangée, soit trois groupes de cylindres. L'eau chaude est récupérée au sommet de chaque groupe de deux cylindres et est envoyée dans un radiateur. Ce radiateur dépend de l'avion sur lequel le moteur est monté. L'eau refroidie est ensuite récupérée à la base du radiateur pour être réinjectée dans le circuit de refroidissement via la pompe. Une partie de l'eau est utilisée pour réchauffer les gaz d'aspiration au niveau de la base du réchauffeur du carburateur.

### Graissage

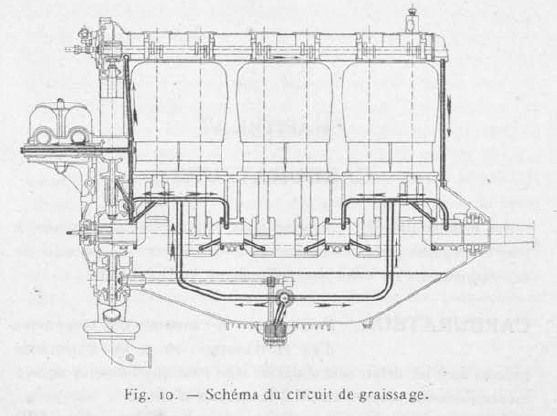
Schéma du circuit de graissage.

Une pompe envoie de l'huile sous pression à toutes les parties du moteur où la lubrification est nécessaire. Elle est fixée au fond du carter inférieur. L'huile, refoulée par la pompe, passe par les paliers des vilebrequins et les organes de commande de distribution. Ensuite, par effet centrifuge, l'huile est récupérée et amenée jusqu'aux coussinets des têtes de bielles par des canaux percés dans les bras du vilebrequin. Grâce à la rotation du vilebrequin, l'huile est projetée sur les parois intérieures des cylindres. Elle retombe ensuite dans le fond du carter.

### Carburateurs

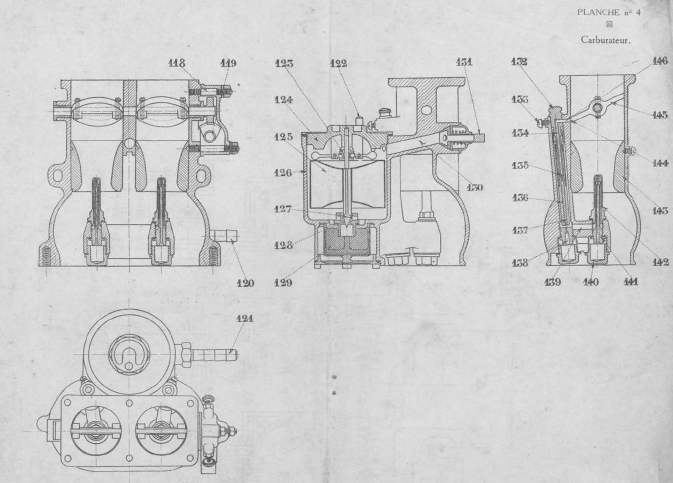
Schéma des carburateurs.

Deux carburateurs automatiques à tous les régimes sont placés de chaque côté du moteur. Ils sont de type Zénith. Pour garder des proportions d'air et d'essence constantes, le débit des gicleurs est réglé automatiquement pour que l'essence aspirée soit proportionnelle à la quantité d'air. Le réglage du mélange ne nécessite aucune pièce mobile.
Une correction altimétrique est nécessaire car plus on s'élève, plus la densité de l'air diminue et la puissance du moteur baisse. Le mélange d'air et d'essence devient trop riche car la quantité d'essence aspirée est proportionnelle à la densité de l'air (environ la racine carrée de la densité de l'air). Un robinet de réglage altimétrique est présent et permet au pilote, via une dépression, de diminuer le débit d'essence.

### Allumage

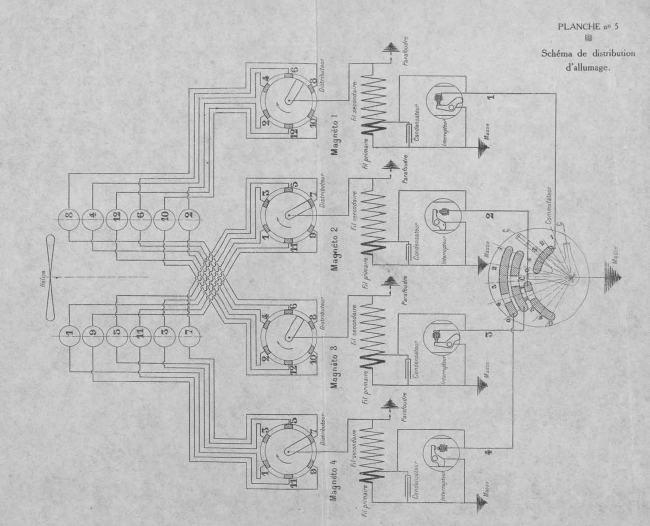
Schéma de la distribution de l'allumage.

L'allumage est double grâce à des magnétos à haute tension. Chaque cylindre possède deux bougies, l'une à l'extérieur, du côté de l'échappement, et l'autre à l'intérieur, du côté de l'admission. Chaque rampe de six bougies d'un groupe de six cylindres est commandée par des magnétos.

### Armement
Le Renault 12F peut recevoir une mitrailleuse entre ses deux rangées de cylindres. Le tir s'effectue à travers l'hélice. Un système mécanique couplé à l'arbre de distribution, et donc au passage des pales, permet de synchroniser le tir.

## Variantes du moteur
Les publications font souvent référence au 12Fe comme étant le moteur Renault 300 ch, les moteurs précédents de la série étant appelés Renault 220 ch (ou Renault 220 CV). Après la Première Guerre mondiale, le moteur 12Fe a été commercialisé sous le nom de 300 CV.

### 12Fa
(1915) Puissance nominale de 220 ch (164 kW) à 1 300 tr/min,,. Utilisé sur les prototypes Breguet 14 et Henry Farman HF.35. Le HF.35 effectue son premier vol en décembre 1915.

### 12Fb
(1916) Puissance nominale de 250 ou 265 ch. Posé sur le Paul Schmitt 7 et le Breguet 5.

### 12Fc
Utilisé sur les premiers modèles de Bréguet 14. Sous-variantes: 12Fcx (250 ch (186 kW) à 1500 tr/min) et 12Fcy (280 ch (209 kW) à 1600 tr/min) . Aux États-Unis, les moteurs 12Fc sont tous évalués à 300 ch (224 kW).
Les données suivantes sont issues d'Angle.
| Caractéristiques générales           | Caractéristiques générales |
| ------------------------------------ | --- |
| Type                                 | Moteur à piston V-12 refroidi à l'eau à 50 degrés                                                                                |
| Alésage                              | 125 mm |
| Course                               | 150 mm |
| Cylindrée                            | 22,08 L |
| Poids à sec                          | 379 kg |
| Composants                           | |
| Soupape                              | Simple arbre à cames en tête. Deux soupapes par cylindre.                                                                        |
| Alimentation                         | Deux carburateurs Zenith. Chauffés par l'eau de la chemise.                                                                      |
| Type de carburant                    | Essence |
| Système d'huile                      | Carter humide avec 2 pompes à engrenages. 1 pompe fait circuler l'huile. L'autre pompe transfère l'huile du réservoir au carter. |
| Système de refroidissement           | Refroidi à l'eau. Deux pompes centrifuges.                                                                                       |
| Réducteur                            | Aucun. Entrainement direct. |
| Rotation                             | Sens inverse des aiguilles d'une montre lorsque l'on regarde le moyeu de l'hélice.                                               |
| Performances                         | |
| Puissance                            | 285 ch (213 kW) à 1 550 tpm |
| Taux de compression                  | 4,6:1 |
| Consommation spécifique de carburant | 0,315 kg/KWh |
| Consommation spécifique d'huile      | 0,033 kg/KWh |
| Rapport puissance/poids              | 0,561 kW/kg |

### 12Fe

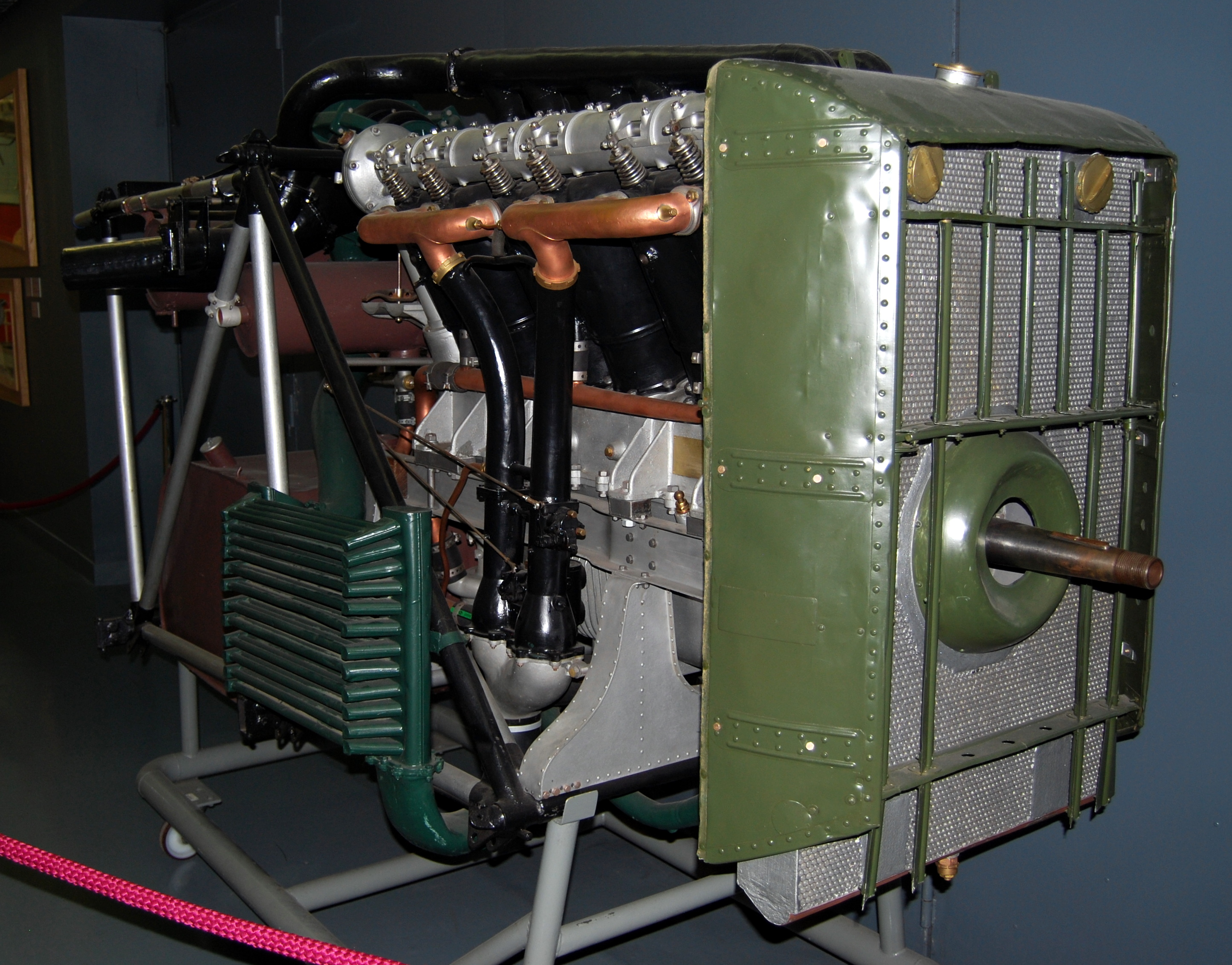
Moteur Renault 12Fe exposé au musée de l'Air et de l'Espace.

Le 12Fe est désigné comme tel par le Service technique de l'aéronautique qui le considère comme une variante de la série 12F. Il s'agit d'ailleurs de la principale variante de production et il représente la grande majorité des moteurs construits dans la série,. Il est évalué à 300 ch (224 kW) à 1600 tr/min. Renault le nomme commercialement en fonction de la puissance et l'appelle 300 CV (cheval-vapeur). Il s'agit du moteur standard du Breguet 14 à partir du début de 1918 et il remplace le Peugeot 8Aa (en) sur les bombardiers Voisin. Les noms 12Fe et 300 CV / hp (cheval-vapeur) sont utilisés de manière interchangeable dans la documentation technique d'après-guerre.
Le Renault 12Fe est de loin le moteur aéronautique Renault produit en plus grand nombre : 5 300 exemplaires sont construits pendant la Première Guerre mondiale. La production se poursuit à un rythme plus lent après la guerre, le nombre total atteignant environ 7 000 au milieu des années 1920. Après cette période, il continue à équiper les avions militaires et est utilisé dans les premiers avions de ligne et les avions postaux.
Au début des années 1920, les avions équipés du Renault 12Fe établissent de nombreux records de distance, d'endurance et de fiabilité. Le moteur s'avère particulièrement durable. Au cours du premier semestre 1923, les avions de l'Aéropostale propulsés par le 12Fe parcourent un total de 663 700 km sans connaître de panne de moteur. En 1924, un avion de l'Aéropostale propulsé par un 12Fe établit un record mondial de sécurité en parcourant 150 000 km sans aucun problème moteur,.

#### Turbocompresseurs expérimentaux Rateau
À partir de 1918, les moteurs Renault 12Fe, montés sur des Breguet 14, sont utilisés pour tester des turbocompresseurs expérimentaux conçus par Auguste Rateau,. Les avions équipés de moteurs 12Fe turbocompressés établissent des records d'altitude en 1919, 1922 et 1923,. Finalement, les moteurs 12Fe turbocompressés sont rejetés par l'armée de l'air française en raison de problèmes de fiabilité.
Les premiers turbocompresseurs Rateau fournissent de l'air au carburateur du moteur à environ deux fois la pression atmosphérique tout en consommant moins de 30 ch (22 kW). Les résultats suivants sont obtenus en 1918 lors d'essais sur un Breguet 14 équipé d'un moteur Renault 12Fe turbocompressé.
| Test                                               | Moteur atmosphérique | Turbochargé        | % Gain |
| -------------------------------------------------- | -------------------- | ------------------ | ------ |
| Vitesse à 6 500 m (21 300 ft)                      | 101 km/h (63 mph)    | 113 km/h (70 mph)  | 12%    |
| Vitesse à 4 200 m (13 800 ft)                      | 167 km/h (104 mph)   | 194 km/h (121 mph) | 16%    |
| Régime moteur à 4 200 m (13 800 ft)                | 1,380 tr/min         | 1,590 tr/min       | 15%    |
| Taux de montée de 3 500–4 000 m (11 500–13 100 ft) | 2 m/s (6,6 ft/s)     | 2,3 m/s (7,5 ft/s) | 15%    |

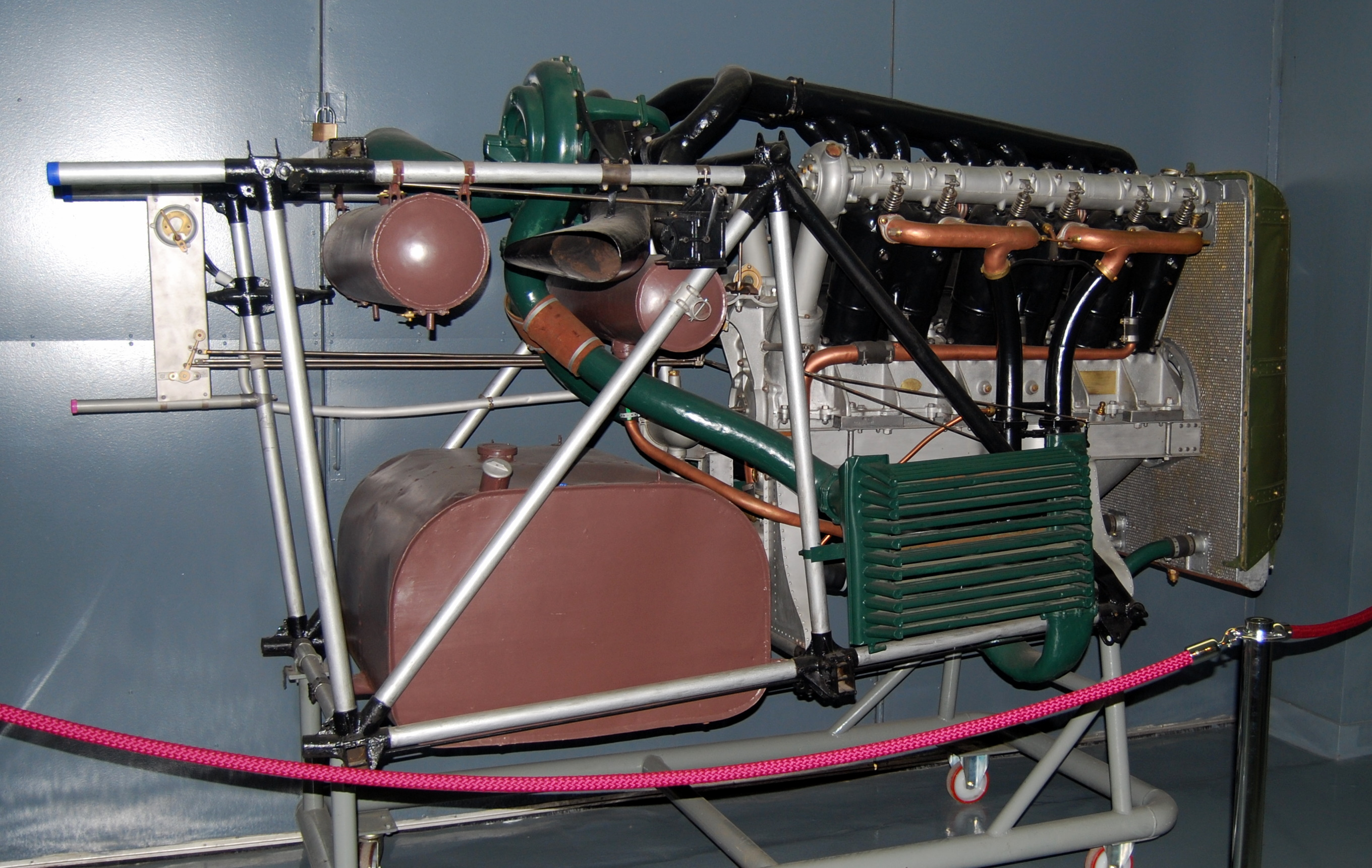
Renault 12Fe équipé d'un turbocompresseur

Un Renault 12Fe équipé d'un turbocompresseur expérimental Rateau est exposé au musée de l'Air et de l'Espace. Un autre moteur Renault 12Fe, installé dans la nacelle d'un avion propulseur Voisin X, est visible dans ce même musée.

### 12Ff
Ce nom est parfois utilisé pour décrire un petit nombre de moteurs produits avec un alésage (128 mm) et une course (160 mm) augmentés. Ils développent une puissance de 350 ch (261 kW) à 1 600 tr/min. Ces moteurs sont montés sur quelques Breguet 14 produits tardivement.

## Utilisations

### 12Fa, 12Fb et 12Fc

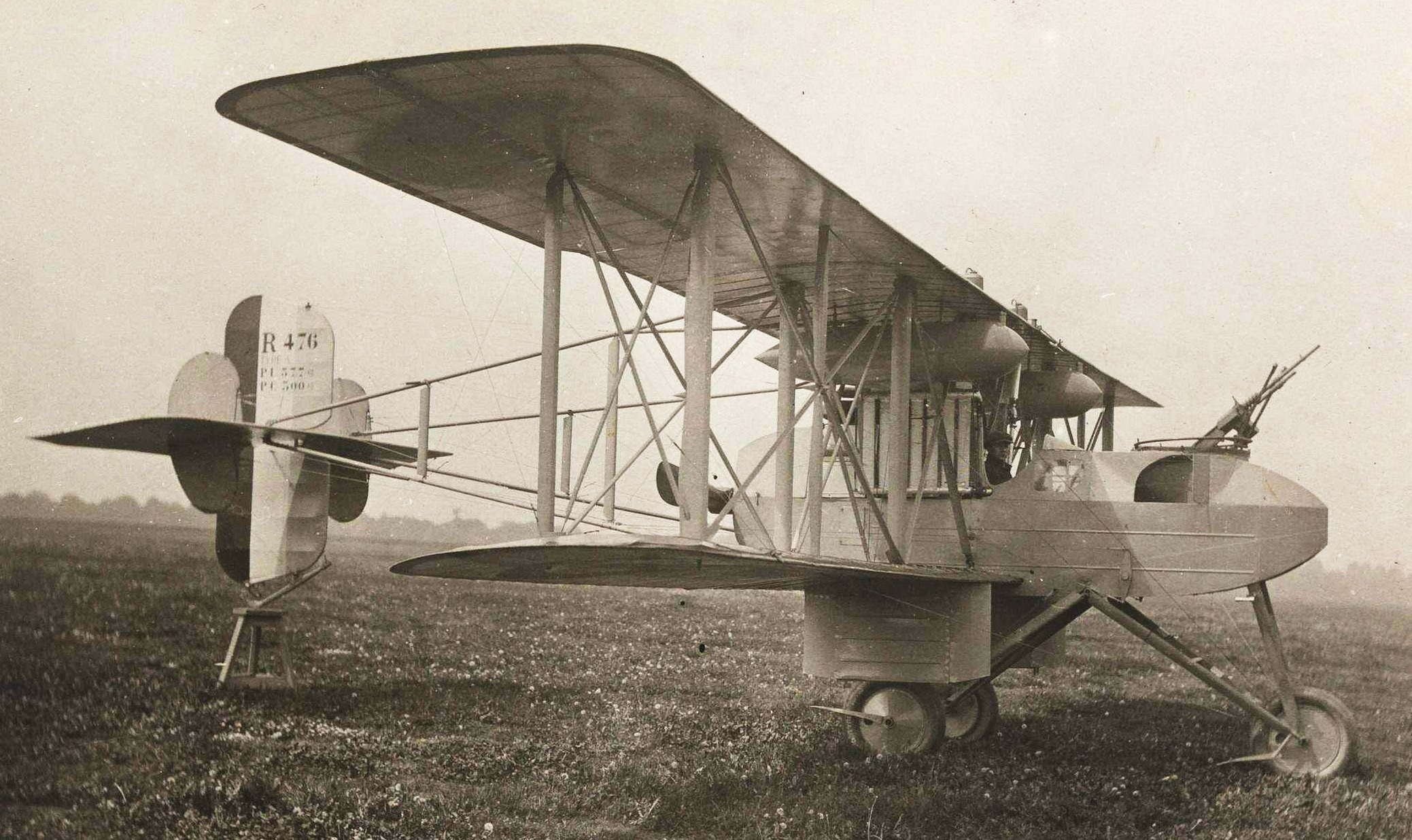
Breguet 5 propulsé par un seul moteur Renault 12Fb (1916).

Les avions suivants utilisent un moteur Renault V12 en première monte.
- Breguet 5 Ca2 (1916) - 220 ch - 150 produits
- Breguet Type III (1916) - 200 ch - 60 produits
- Breguet 14
- Dorand AR.2 (1918) - 200 ch - 50 produits
- Henry Farman HF.35
- Nieuport 15
- Paul Schmitt 7 (1917) - 265 ch - 150 produits
- Triplan Curtiss Wanamaker
- Grigorovich M-24
- Sikorsky Ilia Mouromets

### 12Fe (300 ch)

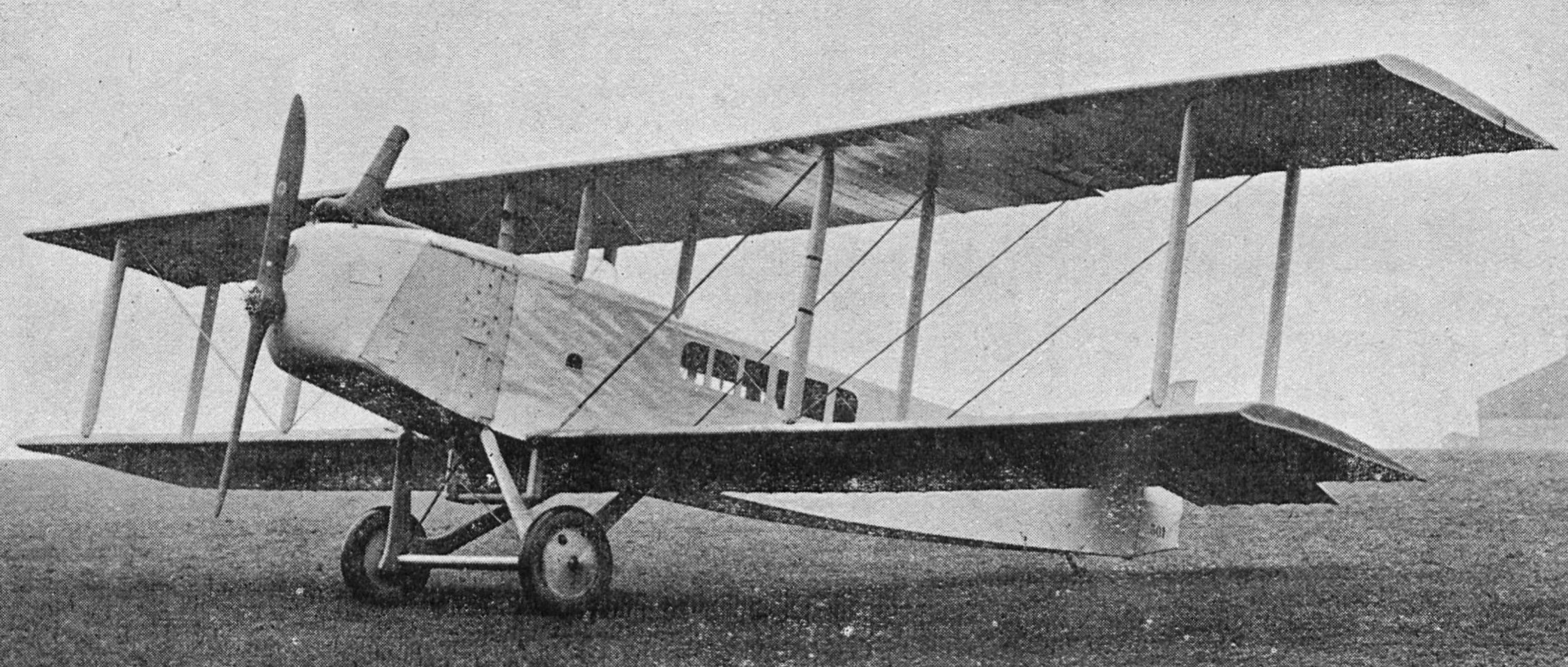
Avion de ligne Farman F.70 propulsé par un seul moteur Renault 12Fe (1922).

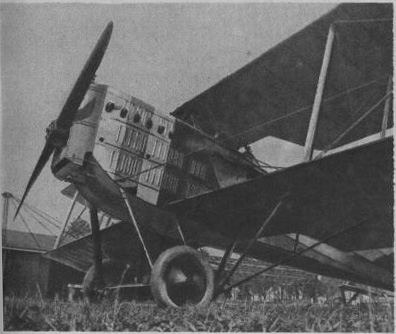
Les Breguet 14 utilisent la grande majorité des moteurs Renault 12Fe.

Les avions suivants utilisent un moteur Renault V12 en première monte.
- Airco DH.4
- Breguet 14 (1917) - 300 ch - 5500 produits
- Breguet 16
- Caudron C.91
- Farman F.60 Goliath
- Farman F.70
- Georges Lévy GL40
- Hanriot HD.18
- Latécoère 14
- Latécoère 17
- Lioré et Olivier LeO 8
- Lioré et Olivier LeO H-13
- Paul Schmitt 10
- Potez XV
- Voisin 10 (1917) - 300 ch - 1100 produits
- Royal Aircraft Factory R.E.7
- Short Type 184